# Mount Yakovlev
Mount Yakovlev (russisch Гора Яковлева Gora Jakowlewa) ist ein etwas isolierter Berg im ostantarktischen Königin-Maud-Land. In den Russkiye Mountains ragt er 18 km nördlich des Sarkofagen auf.
Kartographen des Norsk Polarinstitutt kartierten ihn anhand von Luftaufnahmen der Dritten Norwegischen Antarktisexpedition (1956–1960) aus den Jahren von 1958 bis 1959. Wissenschaftler einer sowjetischen Antarktisexpedition kartierten ihn 1959 erneut und nahmen die Benennung vor. Namensgeber ist der sowjetische Paläontologe Nikolai Jakowlew (1870–1966). Das Advisory Committee on Antarctic Names übertrug die russische Benennung im Jahr 1971 ins Englische.